# Manuel de la Peña y Peña
Manuel José María de la Peña y Peña (Cidade do México, 10 de Março de 1789 – Cidade do México, 2 de Janeiro de 1850) foi um político mexicano, tendo ocupado por duas vezes, interinamente, o cargo de presidente do México.

## Biografia
Licenciado em Direito em 1811, junta-se ao movimento independentista em 1820. Foi conselheiro de estado durante a governação de Agustín de Iturbide, tendo sido também senador, congressista e ministro de várias pastas; foi também presidente do supremo tribunal do México. Em 1841 foi encarregado da elaboração do código civil mexicano.
Ocupou pela primeira vez a presidência após a renúncia de Antonio López de Santa Anna em 16 de Setembro de 1847, estabelecendo o governo em Toluca, terminando o seu mandato em 13 de Novembro de 1847. Voltaria a ocupar a presidência de 8 de Janeiro a 3 de Junho de 1848. Assinou o tratado de Guadalupe Hidalgo que pôs fim à guerra Mexicano-Americana.